# Ypané

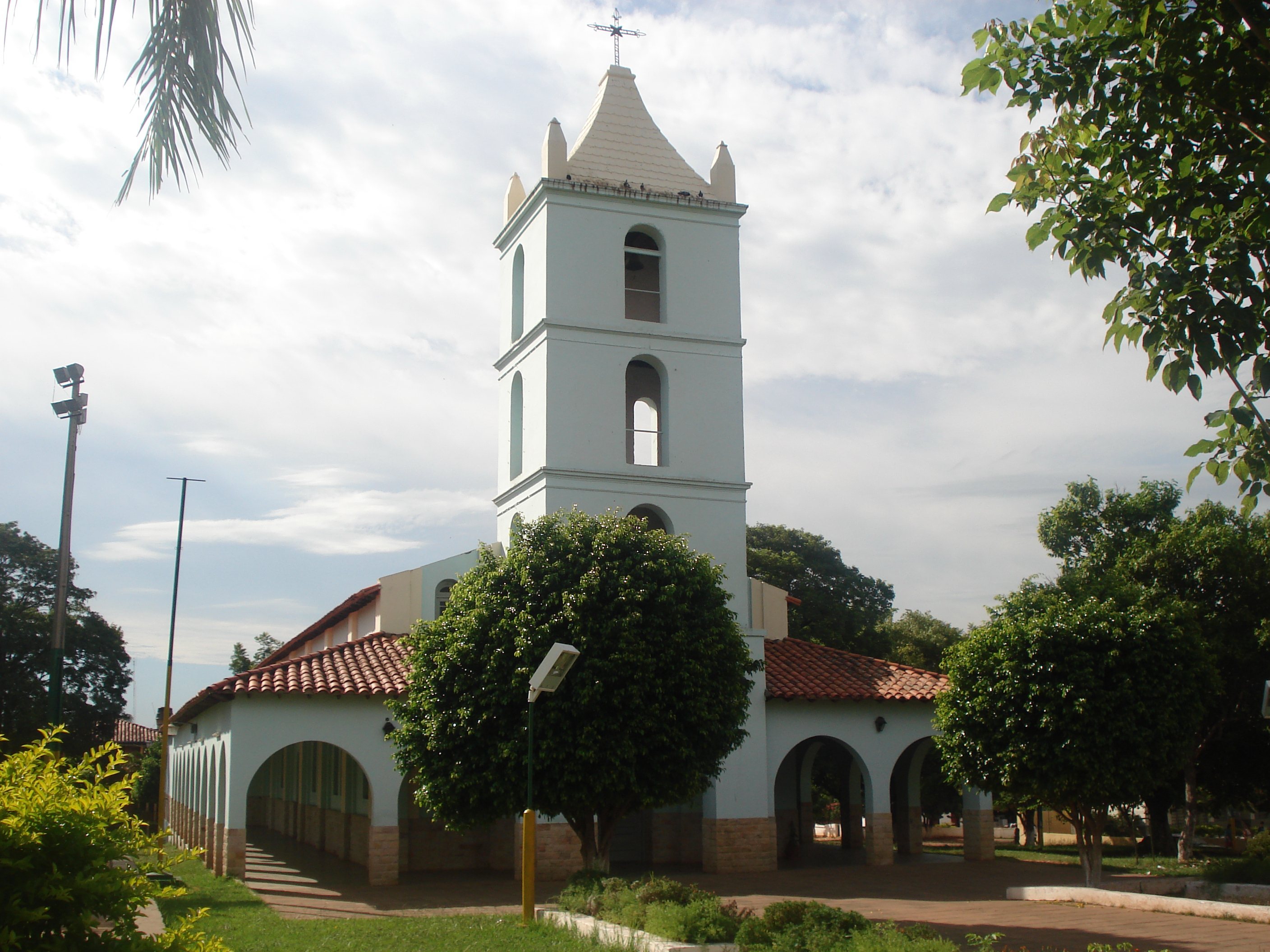
Chiesa di Ypané

Ypané è un centro abitato del Paraguay, situato nel dipartimento Central, a 32 km dalla capitale Asunción; è uno dei 19 distretti in cui è diviso il dipartimento.
 

## Popolazione
Al censimento del 2002 Ypané contava una popolazione urbana di 5.972 abitanti (25.421 nell'intero distretto).

## Caratteristiche
Fondata come missione francescana nel 1538, la città ebbe una seconda fondazione il 6 maggio 1862; la principale attività economica è l'agricoltura.